# پل هبرت
پل دی.ان. هبرت (به انگلیسی: Paul D. N. Hebert)، صاحب کرسی تحقیقاتی کانادا در زمینه تنوع زیستی مولکولی است (CRCs). وی همچنین استاد تمام دانشگاه گولف واقع در ایالات انتاریو کانادا است. هبرت عضو انجمن سلطنتی کانادا بوده و مدیر مؤسسه تنوع زیستی انتاریو است. شهرت اصلی هبرت به واسطه نامیدن وی به عنوان پدر دی.ان. ای بارکدینگ است.